# Републикански път III-3703
Републикански път IIІ-3703 е третокласен път, част от Републиканската пътна мрежа на България, преминаващ изцяло по територията на Пазарджишка област, Община Пазарджик. Дължината му е 9,8 km.
Пътят се отклонява наляво при 129 km на Републикански път II-37 в северната част на град Пазарджик и се насочва на североизток през Горнотракийската низина. Преминава през село Добровница, пресича автомагистрала „Тракия“ (без връзка с нея) и река Луда Яна и на 1 km южно от село Пищигово се свързва с Републикански път III-8003 при неговия 6 km.
| Пътища, отклоняващи се надясно (населено място, № на пътя, посока на пътя) | km  | Пътища, отклоняващи се наляво (посока на пътя, № на пътя, населено място) |
| -------------------------------------------------------------------------- | --- | ------------------------------------------------------------------------- |
| Община Пазарджик, II-37, 129 km, гр. Пазарджик ←                           | 0   | ← гр. Пазарджик, 129 km, II-37, Община Пазарджик                          |
| с. Добровница                                                              | 4,3 | с. Добровница                                                             |
| (от 199,3 km на I-8) III-8003, 6 km →                                      | 9,8 | → 6 km, III-8003 (до 36,3 km на III-606)                                  |